# Каменный шпон
Каменный шпон, в сфере производства и продажи стройматериалов упоминаемый как Натуральный каменный шпон из сланцевых пород камня — строительный материал, представляющий собой тонкую пластину натурального камня толщиной от 0,1 до 0,2 мм, слои которого скрепляются полиэфирной смолой и стекловолокном на оборотной стороне. Толщина пластины колеблется в зависимости от слоистости поверхности и составляет 0,8 — 2,0 мм при весе 1,2 — 1,6 кг/м². Натуральный камень, используемый для каменного шпона, разрезается на тонкие части небольшой массы. Каменный шпон может изготавливаться также из искусственного камня.

## Использование
Каменный шпон широко применяется при оформлении настенных и напольных покрытий, каминов, ванных комнат, наружных поверхностей, мебели и дверей, потолков, кухонь и кухонных фартуков, а также при облицовке. Также он используется для украшения корпусной мебели в разных интерьерах.

## История
Тонкий каменный шпон появился впервые в XIX веке, однако к тому моменту уже существовали другие строительные и отделочные материалы, на фоне которых каменный шпон не был заметен. Так, отдельные участки Колизея в Риме были изготовлены из мраморного шпона, который ныне нельзя заметить невооружённым глазом:27, и образовавшиеся в структуре Колизея дыры появились из-за разрушения шпонированных панелей. Сооружения в Риме выстраивались из каменных блоков, в том числе гранитный акведук в Сеговии. Римляне также освоили технологию изготовления асфальта (из цемента и каменной крошки), что позволило строить достаточно крупные сооружения (в том числе и Колизей).
В конце XIX века появился современный каменный шпон. Технологии тех лет позволяли разрезать камень (гранит, мрамор, травертин, известняк, слюду), на толстые куски и затем вручную их приклеивать к соответствующим участкам. Изначально шпон использовался только при украшении помещений, фасадов зданий или витрин магазинов:28. С 1930-х годов максимальная толщина шпона снизилась до 1,5 дюймов (около 3,75 см). Присоединение шпона к поверхности осуществлялось уже благодаря раствору; в края панелей вставлялись стальные прутья. Тонкий шпон для отделки фасадов зданий стали использовать с 1940-х годов, а стоимость производства благодаря улучшению транспортной системы значительно снизилась. Инструменты, армированные алмазами, стали важным шагом в развитии технологии производства каменного шпона, а вместо раствора стал использоваться резиновые уплотнители. Тонкий каменный шпон стал основой для многих строительных стандартов, и работа с ним вошла во многие учебники по гражданскому строительству США':28.
Со снижением толщины шпона в 1960-е годы выросла роль камня, используемого при производстве шпона. В качестве вспомогательного материала использовался бетон, чтобы предотвратить потрескивания, изгибы или окрашивание.
«Ошипованные алмазами кабеля» использовались для разрезки итальянского мрамора и изготовления шпона в 1970-е годы:28. В 1976 году был утверждён патент, по которому каменный материал из композитного шпона мог обрабатываться таким образом и использоваться где-либо ещё, если его внешность не соответствовала внешности материала, который был предназначен для использования в продуктах с композитным шпоном.
В 1980-е толщина шпона снизилась до 3,175 мм благодаря новым технологическим открытиям. В качестве удерживающего материала сейчас используется нержавеющая сталь или алюминий с нержавеющим разделителем между камнем и металлом. Они крепятся к задней части шпона при помощи прутьев:28.

## Технология производства
Основным сырьём при производстве натурального каменного шпона является сланец – горная порода, имеющая горизонтально тянущиеся тонкие пластины минералов, которые способны легко расслаиваться. Это позволяет получить тонкий и лёгкий «кусок» натурального камня (сланца) с уникальными характеристиками.
Каменный шпон из искусственного камня создаётся путём заливания лёгкого бетона в резиновую форму с последующей раскраской, чтобы его невозможно было отличить от настоящего камня. Произведённый шпон затем крепится к стенам при помощи специального раствора. Натуральный каменный шпон производится путём нанесения тонкого каменного слоя при помощи шиферного листа, наждачной бумаги или слюдяного сланца, поддерживаемого композитным материалом.

## Преимущества

### Искусственный камень
Преимущества искусственного камня по сравнению с натуральным:
- стоимость материала и производства
- масса и лёгкость установки
- разнообразие оформления и цветов

Каменный шпон из искусственного камня дешевле в 2-3 раза шпона из натурального камня. Благодаря его маленькой массе нет необходимости использовать проволочную обвязку или подкосоурные балки, что снижает стоимость строительства. Разнообразие оформления и цветов предоставляет строителям возможности, недоступные при работе со шпоном из натурального камня.

### Натуральный камень
Натуральный камень можно крошить, резать или менять его форму. Отрезанные куски могут быть использованы снова. В целом шпон из натурального камня обладает следующими преимуществами над шпоном из искусственного камня:
- прочность и долговечность (не трескается и не разрушается в течение веков, по шкале Мооса составляет от 2 до 4 баллов в зависимости от месторождения сланца);
- экологичность и эстетичность (благотворное влияние на здоровье и психику человека, проживающего в доме с каменным шпоном);
- образцовая тепло- и звукоизоляция;
- огнестойкость и водонепроницаемость;
- морозоустойчивость (от 25 до 100 циклов), устойчивость к осадкам и перепаду температур.

Единственным серьёзным недостатком является высокая стоимость производства.